# Det Danske Luftfartselskab
Det Danske Luftfartselskab (DDL) war bis 1950 Dänemarks nationale Fluggesellschaft mit Sitz in Kopenhagen. Die Gesellschaft wurde 1918 gegründet und ging 1950 in der skandinavischen Gemeinschaftsgesellschaft Scandinavian Airlines System (SAS) auf. Bis zu diesem Zeitpunkt war sie Europas älteste kontinuierlich betriebene Fluggesellschaft.

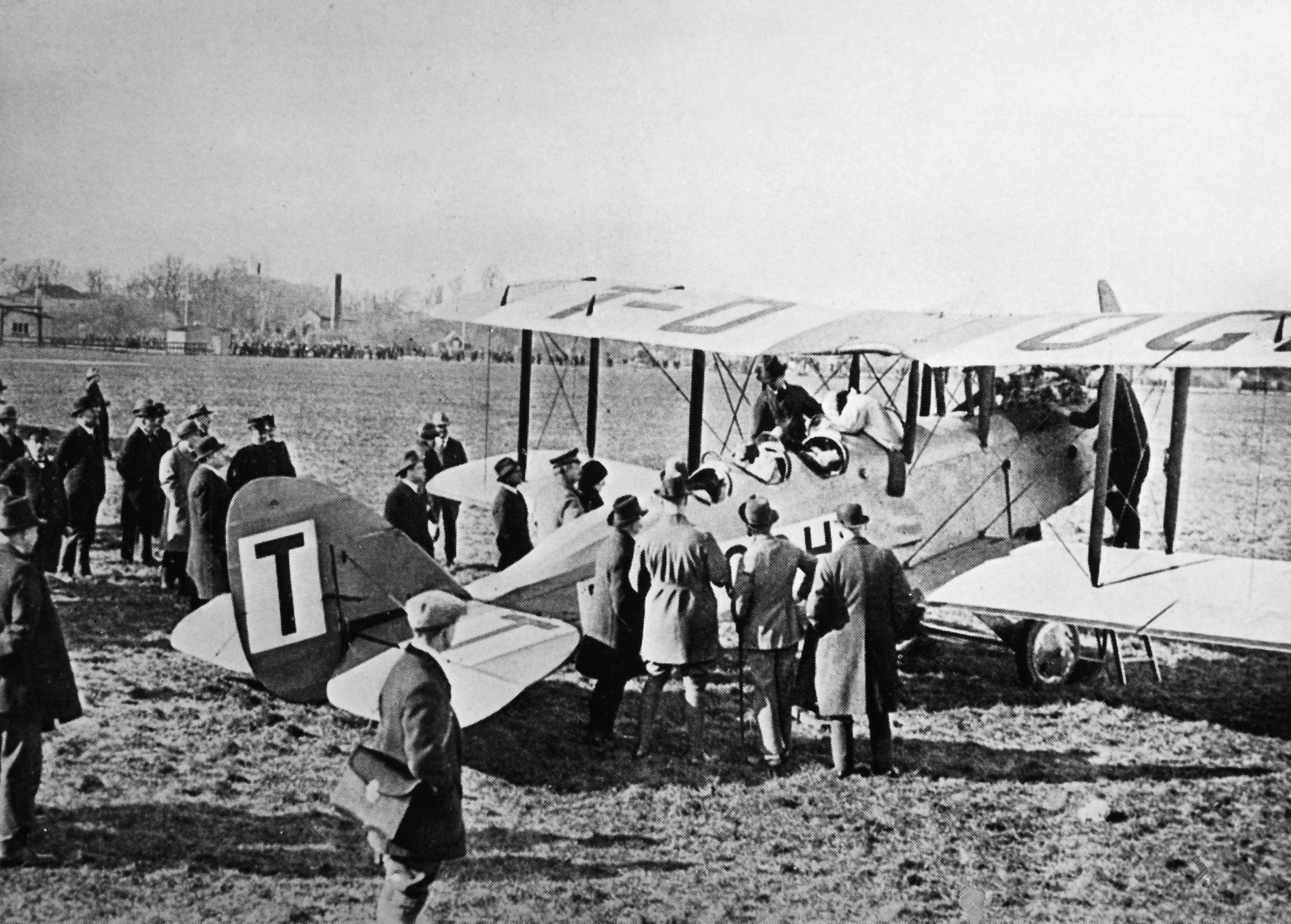
de Havilland D.H.9, 1921

## Geschichte
DDL wurde am 29. Oktober 1918 gegründet. Im folgenden Jahr wurden drei britische Avro 504 gekauft, mit denen am 31. Oktober 1919 der erste Passagierflug der Gesellschaft durchgeführt wurde. Anschließend wurden vier de Havilland D.H.9 beschafft, mit denen jeweils drei Passagiere befördert werden konnten.
Die erste Linie wurde am 20. August 1920 eröffnet; sie verlief von Kopenhagen über Malmö nach Warnemünde und wurde in Zusammenarbeit mit der Deutschen Luft-Reederei betrieben. Einen Monat später kam eine Linie nach Hamburg hinzu. In den Folgejahren wurden keine neuen Strecken eröffnet, dafür aber mehr Rundflüge betrieben.
Am 20. April 1925 wurde der Flughafen Kopenhagen-Kastrup eröffnet, der von nun an als Heimatbasis der DDL diente. Im folgenden Jahr wurden mit vier viermotorigen Farman F.121 Jabiru mit Platz für sieben bis neun Passagiere die ersten „richtigen“ Verkehrsflugzeuge beschafft. Mit ihnen wurden die Strecken über Amsterdam nach Paris und London beflogen.
Im Jahr 1928 wurden vier Fokker F.VII gekauft, im Jahr 1933 gefolgt von zwei Fokker F.XII. Anfang der 1930er Jahre wurde eine Junkers Ju 52/3m mit 16 Passagierplätzen beschafft.
Im Jahr 1938 wurden zwei Focke-Wulf Fw 200 in Betrieb genommen, ausgelegt für 26 Passagiere. Sie trugen die Luftfahrzeugkennzeichen OY-DAM, Dania (geliefert am 14. Juli 1938) und OY-DEM, Jutlandia (im November 1938). Mit ihnen wurde das Streckennetz auf Oslo und Stockholm erweitert. Im Jahr 1939 wurden 45.000 Passagiere befördert, bevor die deutsche Besatzung den Flugbetrieb auf Inlandsflüge und Flüge nach Deutschland und Österreich beschränkte.
Am 8. April 1940 wurde die Fw 200 Dania nach der Landung in Shoreham, England, von den Briten beschlagnahmt. Sie wurde dann von der BOAC als G-AGAY genutzt, bis sie unter dem Kennzeichen DX177 von der Royal Air Force übernommen wurde. Am 12. Juli 1941 überrollte sie auf dem Flugplatz White Waltham das Landebahnende, kollidierte mit einer Mähmaschine und wurde irreparabel beschädigt.
Nach dem Kriegsende verfügte DDL nur über zwei Fokker F.XII und eine Focke-Wulf Fw 200. Im Herbst 1945 beschaffte DDL drei gebrauchte Militärtransporter des Typs Douglas DC-3 und übernahm von der schwedischen AB Aerotransport (ABA) zwei Boeing B-17, zu Passagierflugzeugen umgebaute ehemalige Bomber der United States Army Air Forces.
Im Mai 1946 wurden zwei fabrikneue Douglas DC-4 in Dienst gestellt.
Am 1. August 1946 schloss DDL mit Det Norske Luftfartselskap (DNL) und Svensk Interkontinental Lufttrafik AB (SILA) einen Vertrag zur Bildung des gemeinsamen Konsortiums Overseas Scandinavian Airlines System (OSAS). Der Konsortialvertrag für SAS galt zu diesem Zeitpunkt nur für Langstreckenflüge nach Nord- und Südamerika. Europäische und Inlandsflüge wurden weiterhin unabhängig voneinander durch die Gesellschaften DDL und DNL sowie die schwedische AB Aerotransport (ABA) durchgeführt.

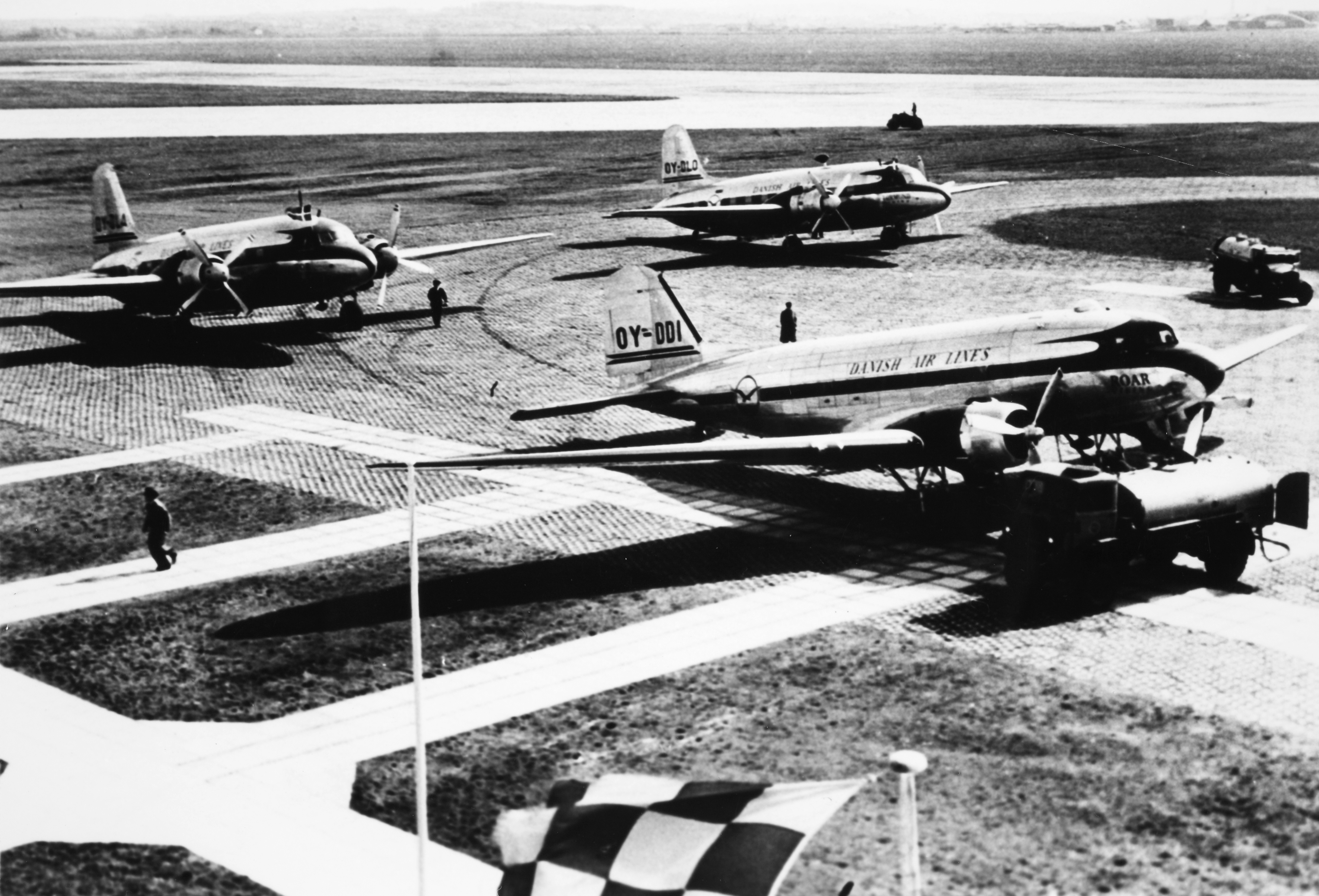
DC-3 OY-DDI, im Hintergrund zwei Vikings

Die verbliebene Focke-Wulf Fw 200 Jutlandia hatte zwar den Krieg überstanden, wurde aber am 4. September 1946 bei einer Seitenwindlandung auf dem britischen Flugplatz Northolt irreparabel beschädigt (siehe Abschnitt Zwischenfälle).
Von März bis Juli 1947 konnten fünf neue Vickers Viking übernommen werden.
Bis 1947 war die Anzahl der Douglas DC-3 auf 20 gestiegen.
Am 18. April 1948 unterzeichneten DDL, DNL und ABA (in die zum 1. Juli 1948 SILA aufging) ein Abkommen über die Zusammenarbeit im zusätzlichen Konsortium European SAS (ESAS). Man begann mit dem Umlackieren der Flugzeuge in eine gemeinsame Farbgebung, obwohl sie weiterhin von den Einzelgesellschaften betrieben wurden.
Im Mai und Juni 1948 schließlich wurden zwei ebenfalls fabrikneue Douglas DC-6 in Betrieb genommen.
Im September 1949 wurden die nach den beiden Unfällen noch verbliebenen drei Vickers Viking an die ägyptische Misrair abgegeben.
Am 8. Februar 1951 wurden auch alle Kurz- und Mittelstreckenflüge von DNL, DDL sowie AB Aerotransport, samt Flugzeugen und Personal, zur SAS zusammengelegt. Aus juristischen Gründen wurde dieser endgültige Zusammenschluss des gesamten Betriebs rückwirkend zum 1. Oktober 1950 in Kraft gesetzt. Die Gesellschaften, also auch DDL, blieben jedoch als Muttergesellschaften der SAS weiter bestehen und wurden 1996 in SAS Danmark A/S, SAS Norge ASA und SAS Sverige AB umbenannt. Erst 2008 wurden dann alle Gesellschaften in die SAS Group zusammengefasst und hörten somit auf zu existieren.

## Flugziele
Im Sommer 1945, direkt nach Kriegsende, nahm DDL die ersten zwei neuen Auslandsstrecken wieder auf. Sie führten, jeweils von Kopenhagen ausgehend, über Malmö nach Stockholm bzw. über Aalborg nach Göteborg. Bis zum Jahresende waren auch die Strecken nach Amsterdam, Genf, London und Paris hinzugekommen, ebenso wie im Jahr 1946 auch Brüssel. Im dänischen Inlandverkehr wurden 1946 von Kopenhagen aus die Städte Aalborg, Aarhus und Rønne (Bornholm) angeflogen.
Bis Februar 1948 war das Streckennetz bedeutend umfangreicher geworden. In Großbritannien wurden neben London fünf weitere Ziele angeflogen, in den deutschsprachigen Ländern Hamburg, Frankfurt, Zürich und Genf.
Unter eigener DDL-Flugnummer, also nicht durch SAS, wurden jetzt Marseilles, Nizza, Rom, Brindisi, Athen und Istanbul ebenso bedient wie auf dem Balkan Belgrad, Budapest, Bukarest und schließlich Lillehammer in Norwegen.

## Flotte

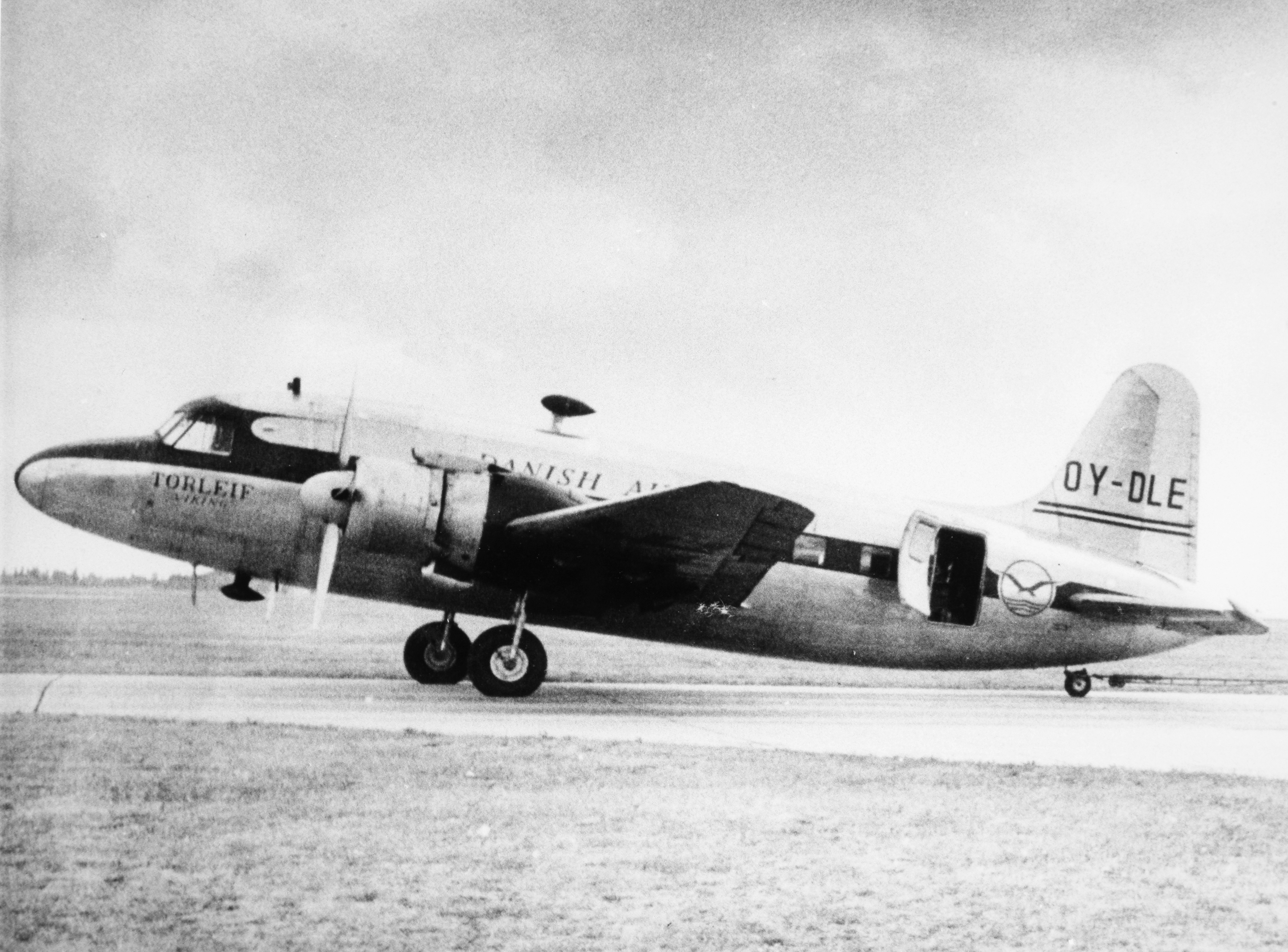
Vickers Viking OY-DLE

Bei DDL wurden folgende Flugzeugtypen eingesetzt:

### Flotte bei Betriebseinstellung
- 14× Douglas DC-3
- 2× Douglas DC-4
- 2× Douglas DC-6

### Zuvor eingesetzte Flugzeuge
- 3× Avro 504
- 2× Boeing B-17
- 4× De Havilland DH.9
- 2× Focke-Wulf Fw 200
- 4× Fokker F.VII
- 2× Fokker F.XII
- 1× Junkers Ju 52/3m[22]
- 5× Vickers Viking

## Zwischenfälle

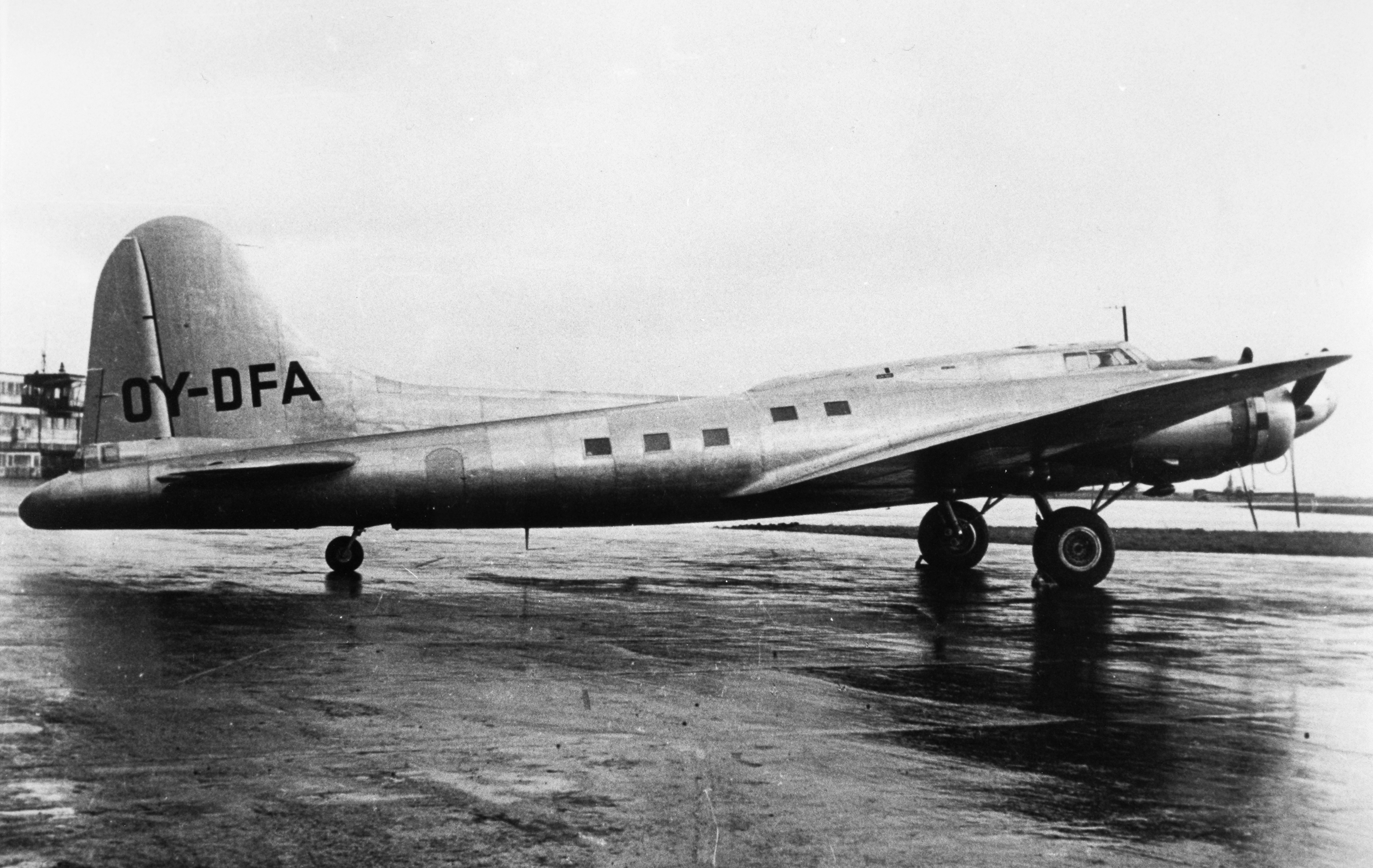
Boeing B-17 OY-DFA, Schwesterflugzeug der am 30. Januar 1946 verunglückten OY-DFE

Von 1940 bis zum Betriebsende 1950 wurden bei DDL 7 Totalverluste von Flugzeugen bekannt. Bei 3 davon starben 41 Menschen. Vollständige Liste:
- Am 18. Dezember 1942 verunglückte eine von Kopenhagen kommende Junkers Ju 52/3m der DDL (Luftfahrzeugkennzeichen OY-DAL) beim Anflug auf Wien wenige Kilometer vor dem Zielflugplatz. Zwei der sechzehn Passagiere wurden getötet; die anderen sowie die drei Besatzungsmitglieder überlebten.[24]

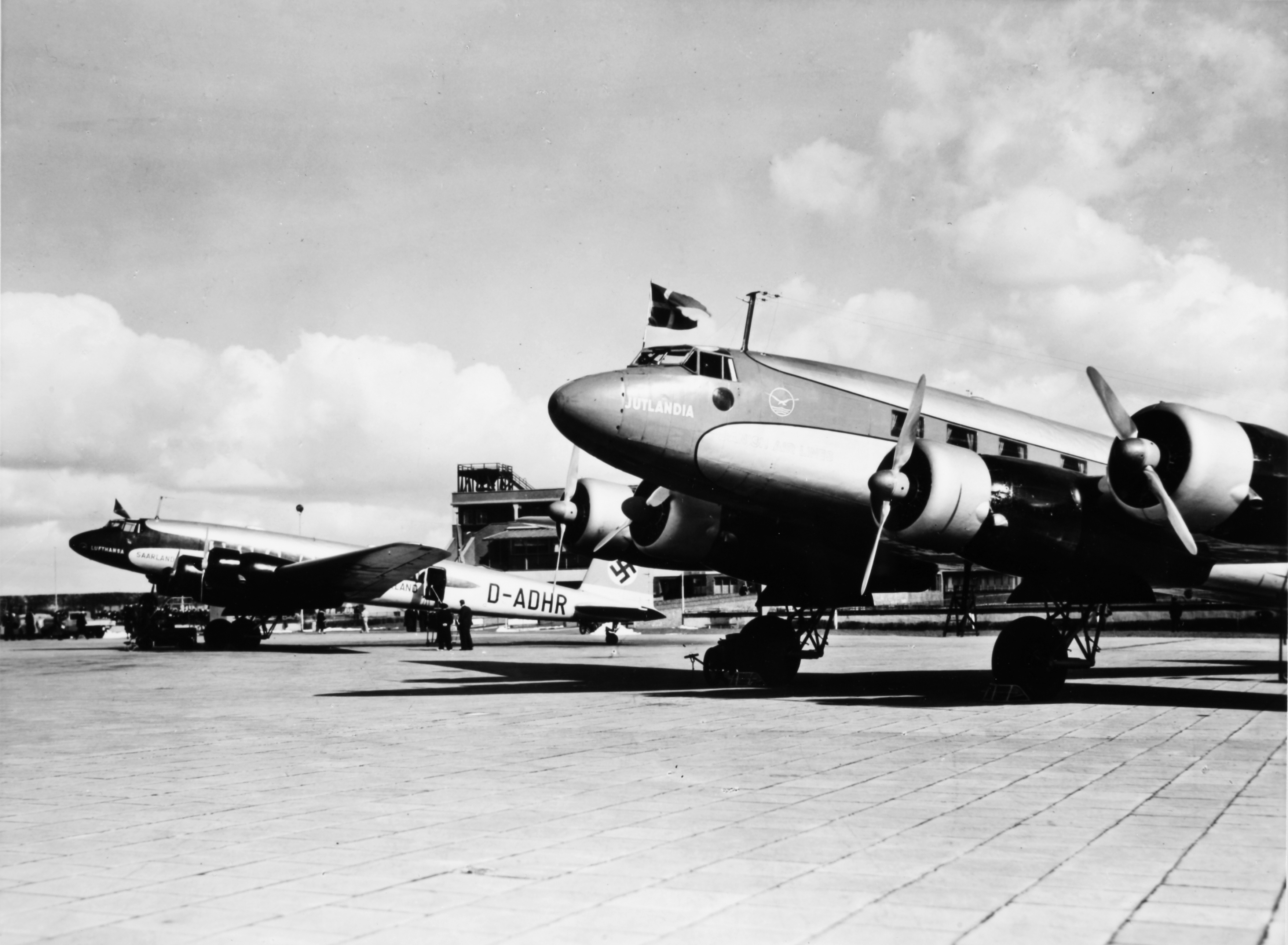
Die am 4. September 1946 verunglückte Focke-Wulf Fw 200 OY-DEM, hier 1938

- Am 30. Januar 1946 kam die Boeing B-17G der DDL (Kennzeichen OY-DFE, früher SE-BAR) bei der Landung auf dem Flughafen Kopenhagen von der Bahn ab, raste in das Vorfeld und krachte in eine geparkte Douglas DC-3 (KG427) der Royal Air Force. Beide Maschinen wurden zerstört; es gab keine Personenschäden.[25][26]

- Am 4. September 1946 wurde die verbliebene Focke-Wulf Fw 200 Jutlandia (Kennzeichen OY-DEM) bei einer Seitenwindlandung auf dem britischen Flugplatz Northolt irreparabel beschädigt. Personen kamen nicht zu Schaden.[27]

- Am 17. Februar 1947 befand sich eine Douglas DC-3 (C-47A) der DDL (Kennzeichen OY-AEB) auf einem Frachtflug von Aalborg nach Kopenhagen. Aufgrund der dortigen Sichtverhältnisse wich die Crew zum 25 km entfernten Flughafen Malmö-Bulltofta aus, wo jedoch ebenfalls wegen Nebels keine Landung möglich war. Auf dem Rückweg nach Kopenhagen wurde aufgrund der Treibstoffsituation eine Notlandung auf dem Eis vor der schwedischen Küste durchgeführt, etwa fünf Kilometer querab Malmö. Alle vier Besatzungsmitglieder überlebten, die Maschine brannte aus.[28]

- Am 29. Dezember 1947 kam es zur Bruchlandung einer Vickers Viking 1B der DDL (Kennzeichen OY-DLI). Die Maschine kam aus Paris und flog während des Landeanflugs auf den Flughafen Kopenhagen in den Öresund. Alle 24 Menschen an Bord überlebten.[29]

- Am 12. Februar 1948 gegen 13:25 Uhr kollidierte eine Douglas DC-3 (C-53) der DDL (OY-DCI) auf dem Flug von Kopenhagen über Frankfurt nach Zürich bei Ulrichstein, Hessen, mit dem Vogelsberg. Während des Sinkfluges zum Flughafen Frankfurt in schlechtem Wetter meldeten die Piloten einen Triebwerksausfall und das Unvermögen, die Flughöhe zu halten. Sie planten eine Notlandung in einem Feld bei Ulrichstein. Dabei riss jedoch eine Tragfläche ab. Von den 21 Insassen kamen 12 ums Leben (siehe auch Flugunfall bei Ulrichstein 1948).[30][31]

- Am 8. Februar 1949 stürzte eine Vickers Viking 1B der DDL (OY-DLU) während des Landeanflugs auf den Flughafen Kopenhagen bei Barsebäck, Schweden, in den Öresund. Alle 27 Menschen an Bord kamen ums Leben (siehe auch Flugunfall bei Barsebäck).[32]